# 북부노랑박쥐
북부노랑박쥐(Lasiurus intermedius)는 애기박쥐과에 속하는 박쥐의 일종이다. 무기력 상태에 빠지는 비정상적으로 차가운 겨울 날씨 동안을 제외한 거의 일년 내내 활동한다.

## 특징
북부노랑박쥐는 남부노랑박쥐보다 크고, 평균 몸길이는 14cm이고 몸무게는 14-31g, 날개폭은 35-41cm이다. 몸의 털 색은 노란 오렌지색부터 회색-갈색을 띠며, 끝은 검다. 일반적으로 날개 비막이 몸보다 진하고 앞팔은 연한 색을 띤다.